# Lista de administradores de São Sebastião (Distrito Federal)
Esta é a lista (incompleta) de administradores regionais de São Sebastião, no Distrito Federal.
| Nº | Nome                             | Imagem | Início do mandato       | Fim do mandato         | Observações |
| 1  | Tadeu Filippelli                 |        | 26 de junho de 1993     | 30 de março de 1994    | nomeado     |
| 2  | Caio Natal de Oliveira Gonçalves |        | 30 de março de 1994     | 3 de janeiro de 1995   | nomeado     |
| 3  | Aciolino Pereira Lopes           |        | 3 de janeiro de 1995    | 13 de abril de 1995    | nomeado     |
| 4  | Sebastião de Barros Lopes        |        | 28 de abril de 1995     | 5 de março de 1997     | nomeado     |
| 5  | João Luiz Homem de Carvalho      |        | 5 de março de 1997      | 11 de abril de 1997    | nomeado     |
| 6  | Marcelo Braga Vieira Júnior      |        | 11 de abril de 1997     | 17 de setembro de 1997 | nomeado     |
| 7  | Virgínio Gabriel Beltrami        |        | 17 de setembro de 1997  | 4 de janeiro de 1999   | nomeado     |
| 8  | Hamilton de Almeida Ramos        |        | 8 de janeiro de 1999    | 9 de fevereiro de 1999 | nomeado     |
| 9  | José Carvalho Pereira Júnior     |        | 10 de fevereiro de 1999 | 4 de abril de 2002     | nomeado     |
| 10 | Andrei José Braga Mendes         |        | 5 de abril de 2002      | 30 de abril de 2002    | nomeado     |
| 11 | Sebastião Stênio Pinho           |        | 30 de abril de 2002     | 31 de dezembro de 2002 | nomeado     |
| 12 | Milton Alves Oliveira            |        | 6 de janeiro de 2003    | 8 de julho de 2004     | nomeado     |
| 13 | Cesar Trajano de Lacerda         |        | 8 de julho de 2004      | 30 de março de 2006    | nomeado     |
| 14 | Andrei José Braga Mendes         |        | 11 de abril de 2006     | 31 de dezembro de 2006 | nomeado     |
| 15 | Wilmar de Assunção e Silva       |        | 5 de janeiro de 2007    | 5 de fevereiro de 2007 | nomeado     |
| 16 | Josino Alves de Castro           |        | 6 de fevereiro de 2007  | fevereiro de 2009      | nomeado     |
| 17 | Alan José Valim Maia             |        | 26 de agosto de 2010    | 31 de dezembro de 2010 | nomeado     |